# Alicja Rosolska
Alicja Rosolska, née le 1er décembre 1985 à Varsovie, est une joueuse de tennis polonaise, professionnelle depuis le début des années 2000.

## Carrière
Elle se consacre essentiellement aux épreuves de double, associée exclusivement à sa compatriote Klaudia Jans jusqu'à leur séparation à l'automne 2011. Elle s'aligne en 2015 principalement aux côtés de Gabriela Dabrowski.
Elle a fait partie de l'équipe polonaise de Fed Cup.
En 2018, elle parvient en finale du double mixte de l'US Open avec son partenaire Nikola Mektić.
À ce jour, Alicja Rosolska a remporté neuf tournois WTA en double dames.

## Palmarès

### Titres en double dames
| No | Date       | Nom et lieu du tournoi                         | Catégorie | Dotation  | Surface      | Partenaire          | Finalistes                             | Score            |          |
| -- | ---------- | ---------------------------------------------- | --------- | --------- | ------------ | ------------------- | -------------------------------------- | ---------------- | -------- |
| 1  | 11-02-2008 | Coupe Cachantún Viña del Mar                   | Tier III  | 200 000 $ | Terre (ext.) | Līga Dekmeijere     | Mariya Koryttseva Julia Schruff        | 7-5, 6-3         | Parcours |
| 2  | 06-04-2009 | Andalucia Tennis Experience Marbella           | Intern'l  | 500 000 $ | Terre (ext.) | Klaudia Jans        | Anabel Medina Virginia Ruano Pascual   | 6-3, 6-3         | Parcours |
| 3  | 04-07-2011 | Grand Prix Budapest                            | Intern'l  | 220 000 $ | Terre (ext.) | Anabel Medina       | Natalie Grandin Vladimíra Uhlířová     | 6-2, 6-2         | Parcours |
| 4  | 02-03-2015 | Abierto Monterrey Afirme Monterrey             | Intern'l  | 500 000 $ | Dur (ext.)   | Gabriela Dabrowski  | Anastasia Rodionova Arina Rodionova    | 6-3, 2-6, [10-3] | Parcours |
| 5  | 18-07-2016 | Ericsson Open Båstad                           | Intern'l  | 250 000 $ | Terre (ext.) | Andreea Mitu        | Lesley Kerkhove Lidziya Marozava       | 6-3, 7-5         | Parcours |
| 6  | 30-01-2017 | St. Petersburg Ladies Trophy Saint-Pétersbourg | Premier   | 776 000 $ | Dur (int.)   | Jeļena Ostapenko    | Darija Jurak Xenia Knoll               | 3-6, 6-2, [10-5] | Parcours |
| 7  | 03-04-2017 | Abierto GNP Seguros Monterrey                  | Intern'l  | 250 000 $ | Dur (ext.)   | Nao Hibino          | Dalila Jakupović Nadiia Kichenok       | 6-2, 7-64        | Tableau  |
| 8  | 11-06-2018 | Nature Valley Open Nottingham                  | Intern'l  | 226 750 $ | Gazon (ext.) | Abigail Spears      | Mihaela Buzărnescu Heather Watson      | 6-3, 7-65        | Parcours |
| 9  | 01-04-2019 | Volvo Car Open Charleston                      | Premier   | 757 900 $ | Terre (ext.) | Anna-Lena Grönefeld | Irina Khromacheva Veronika Kudermetova | 7-67, 6-2        | Parcours |

### Finales en double dames
| No | Date       | Nom et lieu du tournoi                          | Catégorie | Dotation  | Surface         | Vainqueures                            | Partenaire         | Score              |          |
| -- | ---------- | ----------------------------------------------- | --------- | --------- | --------------- | -------------------------------------- | ------------------ | ------------------ | -------- |
| 1  | 09-08-2004 | Idea Prokom Open Sopot                          | Tier III  | 300 000 $ | Terre (ext.)    | Nuria Llagostera Vives Marta Marrero   | Klaudia Jans       | 6-4, 6-3           | Parcours |
| 2  | 25-04-2005 | J&S Cup Varsovie                                | Tier II   | 585 000 $ | Terre (ext.)    | Tatiana Perebiynis Barbora Strýcová    | Klaudia Jans       | 6-1, 6-4           | Parcours |
| 3  | 18-07-2005 | Internazionali Femminili Palerme                | Tier IV   | 140 000 $ | Terre (ext.)    | Giulia Casoni Mariya Koryttseva        | Klaudia Jans       | 4-6, 6-3, 7-5      | Parcours |
| 4  | 05-01-2009 | Brisbane International Brisbane                 | Intern'l  | 220 000 $ | Dur (ext.)      | Anna-Lena Grönefeld Vania King         | Klaudia Jans       | 3-6, 7-5, [10-5]   | Parcours |
| 5  | 12-10-2009 | Generali Ladies Linz                            | Intern'l  | 220 000 $ | Dur (int.)      | Anna-Lena Grönefeld Katarina Srebotnik | Klaudia Jans       | 6-1, 6-4           | Parcours |
| 6  | 02-01-2011 | Brisbane International Brisbane                 | Intern'l  | 220 000 $ | Dur (ext.)      | Alisa Kleybanova A. Pavlyuchenkova     | Klaudia Jans       | 6-3, 7-5           | Parcours |
| 7  | 16-05-2011 | Brussels Open Bruxelles                         | Premier   | 618 000 $ | Terre (ext.)    | Andrea Hlaváčková Galina Voskoboeva    | Klaudia Jans       | 3-6, 6-0, [10-5]   | Parcours |
| 8  | 21-05-2012 | Brussels Open Bruxelles                         | Premier   | 637 000 $ | Terre (ext.)    | Bethanie Mattek-Sands Sania Mirza      | Zheng Jie          | 6-3, 6-2           | Parcours |
| 9  | 10-09-2012 | Challenge Bell Québec                           | Intern'l  | 220 000 $ | Moquette (int.) | Tatjana Malek Kristina Mladenovic      | Heather Watson     | 7-65, 6-76, [10-7] | Parcours |
| 10 | 07-10-2013 | Generali Ladies Linz                            | Intern'l  | 235 000 $ | Dur (int.)      | Karolína Plíšková Kristýna Plíšková    | Gabriela Dabrowski | 7-66, 6-4          | Parcours |
| 11 | 31-07-2017 | Bank of the West Classic Stanford               | Premier   | 776 000 $ | Dur (ext.)      | Abigail Spears Coco Vandeweghe         | Alizé Cornet       | 6-2, 6-3           | Parcours |
| 12 | 07-01-2019 | Sydney International Sydney                     | Premier   | 757 900 $ | Dur (ext.)      | Aleksandra Krunić Kateřina Siniaková   | Eri Hozumi         | 6-1, 7-63          | Parcours |
| 13 | 07-02-2022 | St. Petersburg Ladies Trophy Saint-Pétersbourg  | WTA 500   | 703 580 $ | Dur (int.)      | Anna Kalinskaya Catherine McNally      | Erin Routliffe     | 6-3, 6-75, [10-4]  | Parcours |
| 14 | 19-06-2022 | Bad Homburg Open by Engel & Völkers Bad Homburg | WTA 250   | 251 750 $ | Gazon (ext.)    | Eri Hozumi Makoto Ninomiya             | Erin Routliffe     | 6-4, 65-7, [10-5]  | Parcours |
| 15 | 25-07-2022 | BNP Paribas Poland Open Varsovie                | WTA 250   | 251 750 $ | Terre (ext.)    | Anna Danilina Anna-Lena Friedsam       | Katarzyna Kawa     | 6-4, 5-7, [10-5]   | Parcours |
| 16 | 03-10-2022 | Agel Open 2022 Ostrava                          | WTA 500   | 757 900 $ | Dur (int.)      | Catherine McNally Alycia Parks         | Erin Routliffe     | 6-3, 6-2           | Parcours |

### Titre en double mixte
Aucun

### Finale en double mixte
| No | Date       | Nom et lieu du tournoi   | Catégorie | Dotation  | Surface    | Vainqueures                        | Partenaire    | Score            |          |
| -- | ---------- | ------------------------ | --------- | --------- | ---------- | ---------------------------------- | ------------- | ---------------- | -------- |
| 1  | 30-09-2018 | US Open Flushing Meadows | G. Chelem | 505 000 $ | Dur (ext.) | Bethanie Mattek-Sands Jamie Murray | Nikola Mektić | 2-6, 6-3, [11-9] | Parcours |

## Parcours en Grand Chelem

### En simple dames
N'a jamais participé à un tableau final.

### En double dames
N.B. : le nom de la partenaire se trouve sous le résultat ; le nom des ultimes adversaires se trouve à droite.

### En double mixte
| Année | Open d'Australie          | Open d'Australie     | Internationaux de France  | Internationaux de France | Wimbledon                  | Wimbledon             | US Open                | US Open                |
| ----- | ------------------------- | -------------------- | ------------------------- | ------------------------ | -------------------------- | --------------------- | ---------------------- | ---------------------- |
| 2010  | —                         | —                    | —                         | —                        | 3e tour (1/8) Zelenay      | Black Paes            | —                      | —                      |
| 2011  | 1er tour (1/16) J Murray  | Arvidsson Petzschner | —                         | —                        | 2e tour (1/16) Wassen      | Black Paes            | —                      | —                      |
| 2012  | —                         | —                    | 2e tour (1/8) Peya        | Huber Mirnyi             | 1er tour (1/32) Norman     | Barthel Fisher        | —                      | —                      |
| 2013  | —                         | —                    | —                         | —                        | 1er tour (1/32) Haase      | Watson Marray         | —                      | —                      |
| 2014  | 1er tour (1/16) Brunström | Zheng Jie Lipsky     | 1er tour (1/16) Brunström | Jans Inglot              | 1er tour (1/32) Venus      | Huber Dlouhý          | —                      | —                      |
| 2015  | —                         | —                    | 1er tour (1/16) Klaasen   | Svitolina J. Murray      | 1er tour (1/32) Stakhovsky | Medina Lindstedt      | —                      | —                      |
| 2016  | —                         | —                    | —                         | —                        | 2e tour (1/16) Huey        | Rodionova Bopanna     | —                      | —                      |
| 2017  | —                         | —                    | 2e tour (1/8) Venus       | Klepač Inglot            | 1er tour (1/32) Durán      | Keys Sock             | 2e tour (1/8) González | Chan H-ch. Venus       |
| 2018  | 1er tour (1/16) González  | Larsson Middelkoop   | —                         | —                        | 1er tour (1/32) Sharan     | Buzărnescu Matkowski  | Finale Mektić          | Mattek-Sands J. Murray |
| 2019  | 1er tour (1/16) Mektić    | Świątek Kubot        | 1/4 de finale Mektić      | Melichar Soares          | 3e tour (1/8) Mektić       | Olaru Škugor          | 1er tour (1/16) Mektić | Spears Bopanna         |
| 2020  | 1er tour (1/16) Mies      | Melichar Soares      | Annulé                    | Annulé                   | Annulé                     | Annulé                | Annulé                 | Annulé                 |
|       |                           |                      |                           |                          |                            |                       |                        |                        |
| 2022  | —                         | —                    | 2e tour (1/8) Kubot       | Dabrowski Peers          | 1er tour (1/16) Venus      | V. Williams J. Murray | —                      | —                      |
| 2023  | 1er tour (1/16) Rojer     | Inglis Kubler        | —                         | —                        | —                          | —                     |                        |                        |

N.B. : le nom du partenaire se trouve sous le résultat ; le nom des ultimes adversaires se trouve à droite.

## Parcours aux Jeux olympiques

### En double dames
| # | Date       | Nom de l'olympiade             | Surface             | Résultat        | Partenaire           | Ultimes adversaires                  | Score          |          |
| - | ---------- | ------------------------------ | ------------------- | --------------- | -------------------- | ------------------------------------ | -------------- | -------- |
| 1 | 11/08/2008 | Olympic Tennis Event Pékin     | Dur (ext.)          | 1er tour (1/16) | Klaudia Jans         | Lindsay Davenport Liezel Huber       | 6-2, 6-1       | Parcours |
| 2 | 28/07/2012 | Olympic Tennis Event Wimbledon | Gazon (ext.)        | 1er tour (1/16) | Klaudia Jans-Ignacik | Maria Kirilenko Nadia Petrova        | 6-75, 6-3, 6-2 | Parcours |
| 3 | 31/07/2021 | Olympic Tennis Event Tokyo     | Dur (ext.)          | 1/4 de finale   | Magda Linette        | Bethanie Mattek-Sands Jessica Pegula | 6-1, 6-3       | Parcours |
| 4 | 27/07/2024 | Olympic Tennis Event Paris     | Terre battue (ext.) | 1er tour (1/16) | Magda Linette        | Marta Kostyuk Dayana Yastremska      | 6-4, 6-1       | Parcours |

## Parcours en Fed Cup
| #                                                                | Date       | Lieu         | Surface         | Gagnante(s)                          | Perdante(s)                           | Score            |          |
|                                                                  |            |              |                 |                                      |                                       |                  |          |
| 2009 - Barrage (groupe mondial II) - Pologne - Japon - 3 : 2     |            |              |                 |                                      |                                       |                  |          |
| 1                                                                | 25/04/2009 | Gdynia       | Terre (ext.)    | Klaudia Jans Alicja Rosolska         | Ayumi Morita Ai Sugiyama              | 1-6, 6-3, 6-3    | Parcours |
|                                                                  |            |              |                 |                                      |                                       |                  |          |
| 2010 - 1er tour (groupe mondial II) - Pologne - Belgique - 2 : 3 |            |              |                 |                                      |                                       |                  |          |
| 2                                                                | 06/02/2010 | Bydgoszcz    | Dur (int.)      | Klaudia Jans Alicja Rosolska         | An-Sophie Mestach Sofie Oyen          | 6-3, 3-6, 6-1    | Parcours |
|                                                                  |            |              |                 |                                      |                                       |                  |          |
| 2010 - Barrage (groupe mondial II) - Pologne - Espagne - 1 : 4   |            |              |                 |                                      |                                       |                  |          |
| 3                                                                | 24/04/2010 | Sopot        | Moquette (int.) | Nuria Llagostera Arantxa Parra       | Klaudia Jans Alicja Rosolska          | 6-2, 6-4         | Parcours |
|                                                                  |            |              |                 |                                      |                                       |                  |          |
| 2013 - Barrage (groupe mondial II) - Belgique - Pologne - 1 : 4  |            |              |                 |                                      |                                       |                  |          |
| 4                                                                | 20/04/2013 | Coxyde       | Dur (int.)      | Katarzyna Piter Alicja Rosolska      | Ysaline Bonaventure An-Sophie Mestach | 6-3, 4-6, [10-7] | Parcours |
|                                                                  |            |              |                 |                                      |                                       |                  |          |
| 2014 - 1er tour (groupe mondial II) - Suède - Pologne - 2 : 3    |            |              |                 |                                      |                                       |                  |          |
| 5                                                                | 08/02/2014 | Borås        | Dur (int.)      | Agnieszka Radwańska Alicja Rosolska  | Sofia Arvidsson Johanna Larsson       | 6-2, 6-2         | Parcours |
|                                                                  |            |              |                 |                                      |                                       |                  |          |
| 2014 - Barrage (groupe mondial I) - Espagne - Pologne - 2 : 3    |            |              |                 |                                      |                                       |                  |          |
| 6                                                                | 19/04/2014 | Barcelone    | Terre (ext.)    | Agnieszka Radwańska Alicja Rosolska  | Anabel Medina Sílvia Soler            | 6-4, 6-2         | Parcours |
|                                                                  |            |              |                 |                                      |                                       |                  |          |
| 2015 - 1er tour (groupe mondial) - Pologne - Russie - 0 : 4      |            |              |                 |                                      |                                       |                  |          |
| 7                                                                | 07/02/2015 | Cracovie     | Dur (int.)      | Vitalia Diatchenko A. Pavlyuchenkova | Klaudia Jans-Ignacik Alicja Rosolska  | 6-4, 6-4         | Parcours |
|                                                                  |            |              |                 |                                      |                                       |                  |          |
| 2015 - Barrage (groupe mondial I) - Pologne - Suisse - 2 : 3     |            |              |                 |                                      |                                       |                  |          |
| 8                                                                | 18/04/2015 | Zielona Góra | Dur (int.)      | Timea Bacsinszky Viktorija Golubic   | Agnieszka Radwańska Alicja Rosolska   | 2-6, 6-4, 9-7    | Parcours |

## Classements WTA en fin de saison
| Année          | 2002 | 2003 | 2004 | 2005 | 2006 | 2007 | 2008 | 2009 | 2010 | 2011 | 2012 | 2013 | 2014 | 2015 | 2016 | 2017 | 2018 | 2019 | 2020 | 2021 | 2022 | 2023 | 2024 |
| Rang en simple | 725  | 776  | 909  | 769  | 724  | 697  | 897  | –    | –    | –    | 969  | 1147 | 1147 | 1258 | 857  | 1151 | –    | –    | –    | –    | –    | –    | –    |
| Rang en double | 524  | 373  | 164  | 99   | 91   | 84   | 50   | 47   | 47   | 38   | 44   | 50   | 61   | 45   | 75   | 31   | 29   | 32   | 54   | 125  | 34   | 134  | 430  |

Source : (en) Classements de Alicja Rosolska sur le site officiel de la Fédération internationale de tennis